# Južna Georgia
Južna Georgia je gorovit vulkanski otok u južnom Atlantiku.
Uz otok je prvi pristao James Cook 1722.

## Zemljopis
Nalazi se oko 1300 kilometara istočno od Falklanda. Danas teritorijalno pripada britanskom prekomorskom području Južna Georgia i otočje Južni Sandwich (eng. South Georgia and the South Sandwich Islands).
Površine je 3755 km². Na otoku se svojom visinom ističe Mount Paget s 2934 m visine u gorju Allardyce Range.

## Flora i Fauna
Južna Georgia je poznato stanište tuljana i gnijezdilište pingvina i albatrosa. 
Ima i nešto sobova koji su ovamo dopremljeni u ranom 20. stoljeću. 
Od 100 % otočne površine, gotovo sva je prekrivena permanentnim ledom i snijegom, osim nešto malo vegetacije (80 vrsta, 25 autohtonih; trava, mahovina i lišajevi). Na sjevernoj obali nalazi se nekoliko većih zaljeva pogodnih za sidrenje.

## Gospodarstvo
Godine 1904. osnovana postaja za preradu kitova koja se zatvorila 1966. Godine 1992. otvara se povijesni muzej u Grytvikenu kojega danas vode Tim i Pauline Carr koji su prije nekoliko godina ovamo prispjeli na svojoj jahti "Curlew",  dok su za marinu i poštu zaduženi Pat i Sarah Lurcock.